# Brazylia na Letnich Igrzyskach Olimpijskich 1932
Brazylię na Letnich Igrzyskach Olimpijskich 1932 w Los Angeles reprezentowało 59 zawodników w 5 dyscyplinach.

## Reprezentanci

### Lekkoatletyka
- Armando Bréa
- Adalberto Cardoso
- João Clemente da Silva
- José de Almeida
- Lúcio de Castro
- Carlos dos Reis Filho
- Carmine Giorgi
- Antônio Giusfredi
- Nestor Gomes
- Ricardo Guimarães
- Antônio Lira
- Matheus Marcondes
- Mario Marques
- Heitor Medina
- Carlos Nelli
- Sylvio Padilha
- Domingos Puglisi
- Clóvis Raposo
- Carlos Woebcken

### Piłka wodna
- Salvador Amendola
- Carlos Branco
- Luiz da Silva
- Mario de Lorenzo
- Antônio Jacobina Filho
- Adhemar Serpa
- Jefferson Souza
- Pedro Theberge

### Pływanie
- Jorge de Paula
- Harry Forsell
- Maria Lenk
- Isaac Morais
- Benvenuto Nuñes
- João Pereira
- Manuel Silva
- Manoel Villar

### Strzelectwo
- Manoel Braga
- José Castro
- Antônio da Silveira
- Eugenio do Amaral
- Antônio Guimarães
- Bráz Magaldi

### Wioślarstwo
- Amaro da Cunha
- Fernando de Abreu
- Francisco de Bricio
- José de Campos
- Vasco de Carvalho
- João Francisco de Castro
- Joaquim Faria
- Americo Fernandes
- Adamor Gonçalves
- Durval Lima
- José Mò
- Osório Pereira
- Olivério Popovitch
- Cláudionor Provenzano
- Cláudionor Provenzano
- José Ramalho
- Antônio Rebello Júnior
- Estevan Strata
- Henrique Tomassini